# سیارک ۱۸۷۰۸
سیارک ۱۸۷۰۸ (به انگلیسی: 18708 Danielappel، نامگذاری:1998HT97) هجده هزار و هفتصد و هشتمین سیارک کشف شده‌است که در ۲۱ آوریل ۱۹۹۸ کشف شد.
قدر مطلق سیارک برابر ۱۹.۵ است.